# 薩摩藩第二次米国留学生
薩摩藩第二次米国留学生（さつまはんだいにじべいこくりゅうがくせい）とは、は慶応2年3月28日（1866年5月12日）、長崎から密航出国し、アメリカへ渡った6名の薩摩藩士。横浜で伝道活動をしていたブラウン牧師の母校であるマサチューセッツ州モンソンのモンソンアカデミーに留学した。

## 概要
1865年に出発した第一次グループを「第一次留学生」、その翌年のプロジェクトであった米国留学生を「第二次留学生」と呼ぶことが多い。この2つのグループは、第一次が英国へ向かったため「第一次英国留学生」とも呼ばれ、第二次は米国に留学したため「第二次米国留学生」とも呼ばれる。ただし、第一次グループはイギリス以外の欧州国への留学生を含み、また、一部は究極的にアメリカへ留学した。第二次グループも、最初の到着地はイギリスであるため、統一されていない呼び方といえる。最初に5名(1866年3月)、のちに3名が加わり、全員、ニューヨークに本部を持つアメリカ・オランダ改革派教会の宣教師サミュエル・ブラウン（横浜）とグイド・フルベッキ（長崎）の仲介で留学し、ブラウンの出身校であるモンソン・アカデミー（マサチューセッツ州）に入学した。
メンバーは以下の通り。（主に(犬塚 1985)より）
江夏蘇助（1831 - 1870）
精忠組の一員。変名は久松。名は、栄方、壮助、嘉蔵、仲左衛門など。薬丸自顕流の達人として知られ、桐野利秋（中村半次郎）の師とも。鎮撫使として送られた寺田屋騒動では、江夏仲左衛門として記録されていることが多い。産物方書役から御供御徒目付役。薩摩藩英国留学生らが渡米後暮らしていたトマス・レイク・ハリスの新興宗教教団に1867年に後半に一時参加したが、1868年5月にモンソンに戻り、新政府の命令により仁礼と共に慶応4年9月（1868年）帰国に帰国する。明治3年4月に東京浜町の旅館で死亡。
仁礼景範（1831 - 1900）

精忠組の一員。江夏同様、ハリスの教団に参加後、1868年5月にモンソンに戻り、新政府の命令により同年9月帰国。海軍大臣、枢密顧問官などを歴任。
湯地定基（1843 - 1928）

勝海舟の氷解塾生。1867年後半から1868年5月までハリスの教団に参加、1870年1月に一時帰国後再渡米、1871年10月帰国。北海道で農業、牧畜を進め、ジャガイモを普及させた。根室県令、元老院議官、貴族院勅選議員などを歴任。妹は乃木希典の妻静子。
吉原重俊（1845 - 1887、別名大原令之助）

精忠組の一員。氷解塾生。1873年3月帰国。税関局長、租税局長、初代日銀総裁などを歴任。
種子島敬助（1844 - 1876?）
氷解塾生。種ヶ島綱輔とも。変名は吉田彦麿、伴七郎。1866年12月に、吉原重俊と共にモンソンアカデミー（1804年創立のマサチューセッツ州の私立高等学校）に入学、卒業後も1年同校に残る。同校で4年間学んだ種子島は、1869年の卒業式では論文「Introduction of Christianity in Japan」を、1870年の卒業式では論文「Oriental Civilization」の朗読を行い、地元紙にも紹介された。Charles Lanman "The Japanese in America"（1872）に"Oriental Civilization"という題の作文があり、その解説文として、他の日本人留学生よりもギリシャ、ラテン文学などに興味を持ち、病気のためヨーロッパへ向かい、その後日本へ帰国したと書かれている。モンソンを出た1870年の秋には横井佐平太とニューヨークに滞在し、普仏戦争視察団の品川弥二郎，桂太郎，大山巌，中浜万次郎らと面会。1871年秋からのハーバード大学入学を考えていたが、1870年頃英国に渡り，ロンドン大学ユニバーシティ・カレッジに学んだとも言われる。その後渡航中に発病し、帰国後、吉田清成を東京で訪ねるが、吉田は既にアメリカ経由でイギリスへ出発してしまっていた、という内容の書簡が吉田清成関係文書にある。1873年帰国。帰国後、明治9年（1876年）の時点で既に死亡している。
木藤市助（? - 1867）
変名は芦原周平。元尊王派志士で、江夏、吉原とともに寺田屋事件に巻き込まれている。西瓜売り決死隊の一員。江川塾生、勝海舟の氷解塾生で湯地や吉原と親交があった。禁門の変で戦功がある。一時高杉晋作と親交が深く、高杉から漢詩を送られている。
上記の5名の出発後、5名より先にマサチューセッツ州に到着し、現地の準備を進める。しかし、翌年1867年（明治3年）7月22日、朝8時半に木藤が行方不明になったことがわかり、午後6時ごろまで残りの留学生で山野を探し回っていたところ、前方から村人らのただならぬ声が聞こえ、駆けつけた先に、木で首をくくっている木藤が発見された。仁礼は木藤の葬儀の際、「棺の中の木藤は甚だ美麗で、日本人に見えなかった」と叙情的に書き残しており、また、若き留学生らは夜になるとしばしば仁礼らと木藤の墓参りをしていることから、彼らに影響を与えたことがうかがえる。
谷元兵右衛門（21歳）
米国へ帰国するブラウンに同伴し、1867年4月下旬に横浜出て渡米。江夏らと1868年5月頃までハリスの教団に参加、同年９月に帰国し、のちに東京馬車鉄道社長
野村一介(26歳）
谷元とともに渡米。ハリスの教団に参加して1871年9月に帰国、のちに開拓使官吏である開拓大主典になった。
最初の一行は、上海に滞在した後、慶応2年9月7日にイギリスに到着。9月12日にはロンドンを出航して、アメリカへ向かう。9月27日（西暦11月4日）City of Paris号でニューヨーク着。ニューヨークに滞在後、10月20日にモンソンへ向かった。
彼らがモンソンへ留学したのは、改革派教会の宣教師、サミュエル・ロビンス・ブラウンの後援によるもので、ブラウンは、日本人留学生に先駆けて、Yung Wing（容閎）など、中国人留学生をモンソンに寄宿させていた経験から、日本人留学生もモンソンへ送った。ブラウン自身も、1867年に自宅が火事のためアメリカへ帰国し、その後、モンソンアカデミーに留学していた薩摩藩留学生と同じ町に過ごし、木藤の自殺後、その葬儀も行った。
薩摩藩第二次米国留学生はウォルシュ商会のフランシス・ホール（New York Tribuneの記者を兼任。ブラウン、グイド・フルベッキと共に来日）、China and Japan Trading Company、Fogg & Co.のWilliam Hayes Fogg（ホーク、ポーク等と表記されている）など、アメリカ商人との関係が深く、Foggの甥でChina and Japan Trading Companyの後継者であるHoratio Nelson Twomblyが二人の留学生を寄宿させていたという。
1867年11月、一行のうち仁礼、江夏、湯地はモンソンを出て、第一次薩摩藩英国留学生の長沢鼎、森有礼、畠山義成，松村淳蔵，鮫島尚信・吉田清成らと神秘主義者トマス・レイク・ハリスの新興宗教団体「新生兄弟社」のコロニーにて、半年ほど牛の世話や皿洗い等に従事し、共同生活を送った。
薩摩藩が資金難に陥った頃に派遣された留学生であったことから、第一次薩摩藩英国留学生と比較し、人数も1/3になり、日本人通訳も同伴せず、学費の工面に苦労した。このため、湯地は困窮極まり学費工面のために一時帰国し、種子島は米国人から借金をして学費を調達した。